# Anthophorula chlorina
Anthophorula chlorina är en biart som först beskrevs av Cockerell 1918.  Anthophorula chlorina ingår i släktet Anthophorula och familjen långtungebin. Inga underarter finns listade i Catalogue of Life.